# Teroristični napad na transalpski naftovod
Napad na transalpski naftovod je bil napad na naprave naftovoda družbe SIOT v občini Dolina pri Trstu, ki so ga 4. avgusta 1972 izvršili palestinski teroristi kot del arabsko-izraelske vojne.

## Pozorišče
Tarča terorističnega napada so bili rezervoarji surove nafte, ki se nahajajo pri Krmenki, v občini Dolina pri Trstu. V njih je skladiščena nafta, ki jo tankerji izkrcajo v Tržaškem pristanišču in je namenjena v Srednjo Evropo. Cevovod najprej dostavlja nafto neposredno iz pristanišča v te ogromne zbiralnike, od koder jo nato črpa naprej preko Avstrije do Nemčije. Namen napada je bila trajna poškodba celotnega sistema cevi, kar bi onesposobilo prodajo surove nafte Evropi in tako hudo prizadelo trgovanje z Bližnjim vzhodom. Teroristi so podstavili bombe pod štiri rezervoarje, od katerih so se trije vneli. Nastali požar je nato zajel še četrtega.

## Akcija
Dne 4. avgusta 1972 je ob 3.15 eksplodiralo prvo eksplozivno telo. Ker je bil neprimerno postavljen, je samo poškodoval dotočno cev zbiralnika št. 44 (najbližjega naseljenemu območju), ki je vseboval 31.531 m³ goriva. Po desetih minutah je eksplodiral naboj na rezervoarju št. 11 in takoj za tem še na rezervoarju št. 54, ki sta imela vsak po 69.000 m3 nafte. Eksplodiral je tudi rezervoar št. 21, v katerem je bilo le 1.534 m³ goriva. Tehniki so takoj začeli izvajati ukrepe izrednega stanja, kar je v prvi vrsti pomenilo čimprejšnjo izpraznitev rezervoarjev in dovodnih cevi. Tako so maksimalno pospešili črpanje goriva v smeri proti Nemčiji.
Na mesto so takoj prispeli gasilci, ki so v kratkem dobili pomoč gasilcev iz vse prizadete okolice in celo iz Benečije ter Lombardije. Prodiranja požara navkljub gasilskim okrepitvam ni bilo moč zaustaviti. Popoldne so visoki plameni vneli še rezervoar št. 55. Na srečo tistega dne ni pihala burja, kar bi močno pospešilo širjenje ognja in poznejši kisli dež. Požar je bil pogašen po štirih dneh, zgorelo je približno 160.000 ton surove nafte.
6. avgusta so palestinski teroristi iz Damaska prevzeli odgovornost za napad. Po enem mesecu je sledila agresija na izraelske olimpijske športnike v Münchnu, čigar širok svetovni odmev je zameglil pomembnost dolinskega napada.

## Posledice
Teroristični napad na transalpski naftovod ni zahteval človeških žrtev, čeprav je bilo 17 oseb huje ranjenih, predvsem gasilcev in tam zaposlenih tehnikov. Izgorevanje nafte je povzročilo ne samo 150 metrov visoke plamene, temveč predvsem široke stebre gostega dima, ki so se dvigali več kot tri kilometre v višino in jih je bilo videti celo v Furlaniji in v Istri. Ozračje vsega območja je bilo še veliko časa nasičeno s strupenimi snovmi, ki so resno vplivali na zdravje prebivalstva vsega tržaško-koprskega ozemlja. Razen tega je bila sprejeta dokaj vprašljiva rešitev problema odlaganja onesnaženega terena, ki je bil odstranjen iz neposredne bližine izgorelih rezervoarjev; s tem odpadnim terenom je bila namreč zasuta ena od kraških jam v tržaški okolici, kar je onesnažilo podzemlje na širšem območju.

## Sojenje
Za napad na transalpski naftovod so bili obtoženi pripadniki oziroma simpatizerji teroristične organizacije Črni september, in sicer dva Alžirca (Mohamed Boudia in Habane Kadem) in dve Francozinji (Marie-Thérèse Lefebvre in Dominique Jurilli), ki pa niso prisostvovali procesu. Kazenski postopek prve stopnje jih je v odsotnosti obsodil na 22 let zapora. V prizivu so bili vsi štirje oproščeni sostorilstva in prekršek »nameravanega poboja« je bil skrčen na »namerni požar«, zaradi česar je bila obsodba omejena na 6 let zapora. Nihče od obtožencev ni prestal izrečene zaporne kazni. Boudia je bil junija 1973 ubit, domnevno je bil za to odgovoren Mosad.